# Araneus viridiventris
Araneus viridiventris là một loài nhện trong họ Araneidae.
Loài này thuộc chi Araneus. Araneus viridiventris được Takeo Yaginuma miêu tả năm 1969.

## Hình ảnh

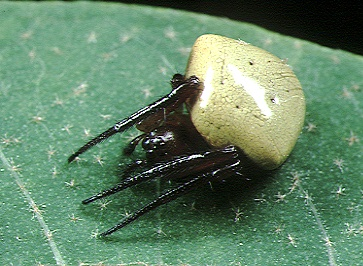